# Der Theaterbesuch
Der Theaterbesuch ist ein Kurzfilm mit Karl Valentin und Liesl Karlstadt aus dem Jahr 1934.

## Handlung
Ehefrau Fanny überrascht vor dem Abendessen ihren Ehemann Karl mit zwei Theaterkarten für eine Aufführung von Faust, die ihr die Hauswirtin geschenkt hat. Es muss also schnell zu Abend gegessen werden, dann schreiben die beiden an einem Brief, mit dem sie ihren bald von der Arbeit heimkommenden Sohn über ihre Abwesenheit informieren. Beim Anziehen zankt sich das Paar reichlich, da kommt eine Nachbarin vorbei, die um etwas Salatöl bittet. Die Theaterkarten sind nicht zu finden, und als sie endlich auftauchen, findet sich auf ihnen der Hinweis, dass sie erst für die morgige Vorstellung gültig sind.

## Produktionsnotizen
Das Stück wurde als Bühnenszene am 21. Oktober 1933 im Kabarett Wien-München uraufgeführt und dort bis Ende Dezember 1933 gespielt. Der gleichnamige Film entstand im Januar 1934. Uraufführung war am 11. April 1934 in Berlin, Primus-Palast.